# 未明
未明（みめい）は、明け方に空が白み始める前の時間帯。

## 概要
「未明」という語は、辞典類では「夜がまだすっかり明けきらない頃」、「午前3時ごろから日の出前」の時間帯を指すとされる。ただし、辞典類や実際の使用例に違いがあり、新聞や放送などでの報道では「午前0時から3時ごろ」の意味でも用いる（後述のように、気象庁の用語では「午前0時から3時ごろ」の意味でのみ用いる）。人によっても「未明」の捉え方に揺れがあるとされる。
NHK放送文化研究所の「平成15年度（後半）「ことばのゆれ」全国調査」で「夜中」「深夜」「未明」の表現についてそれぞれの始まりと終わりの平均の時間帯を出したところ、「夜中」は「午後11時台～午前2時台」、「深夜」は「午前0時台～午前2時台」、「未明」は「午前2時台～午前4時台」であった。

## 気象庁の予報用語
気象庁では、混乱や誤解を避けるため、天気予報などで用いる用語を定めている。府県天気予報の用語では、「未明」は0時から3時を指し、3時から6時までは「明け方」である。